# 그곳에서만 빛난다
《그곳에서만 빛난다》(일본어: そこのみにて光輝く)는 사토 야스시에 의한 일본 소설. 1985년 〈문예〉 11월호에 게재. 1989년 신작 에피소드 〈똑똑 떨어지는 양의 물방울도〉를 추가한 카와데쇼보신샤에서 출간된 책이 제2회 미시마 유키오상 후보가 되었다. 또한 본작을 원작으로 한 영화가 2014년에 출판되었다.

## 시놉시스
- 제1장 〈거기 만에서 빛나는〉

- 제2장 〈똑똑 떨어지는 양의 물방울도〉

## 서적 정보
- 그곳에서만 빛난다 (카와데쇼보신샤 1989년 3월, ISBN 978-4309005522)
  - 문고판 (카와데 문고 2011년 4월 5일, ISBN 978-4309410739)

## 영화
감독은 오미보, 주연은 아야노 고. 배급은 도쿄 테아토르와 하코다테 시네마 아이리스(홋카이도 지역만 해당). 등급은 R15+. 해외 제목은 영어: The Light Shines Only There. 제87회 미국 아카데미상 외국어 영화상 부문에 일본 대표 작품으로 출품되었으며, 제38회 몬트리올 국제 영화제 최우수 감독상, 키네마 준보 베스트 텐 1위 외에도 개인 부문 3개 부문을 수상했다.

## 출연
- 사토 타츠오 - 아야노 고

무직. 파칭코나 산책을 줄기고 여가를 주체 못하는 생활을 하고 있다. 이전에는 도로 등에 사용하는 석재를 산에서 채굴해 작업 현장의 사람에게 지시를 내리는 일을 했었으며, 몇 년 전에 폭발 사고가 발생한 후 책임을 떠넘게 되어 일을 그만 두었다. 타츠지와 치나츠와 알게 되면서 각각 관련되어 간다.
- 오시로 치나츠 - 이케와키 치즈루

낮에는 주3일 수산 가공 공장에서 일하고, 밤에는 바의 룸에서 일하며 생활비를 벌고 있다. 집이 경제적으로 빠듯한 생활을 하고 있는 것이나 문제가 있는 가족, 나카지마와의 불륜 관계를 끊을 수 없는 것에 불만을 가지면서 현재의 상태에 이르렀다.
- 오시로 타츠지 -  스다 마사키

감옥에 있었던 과거가 있으며, 현재는 가석방 되었다.  일용 근로자의 요청이 있을 때만 나카지마의 조경 사업을 도우며 일하고 있다. 일이 없을 때는 파칭코를 하고 그 곳에서 타츠오와 알게 된다. 이야기를 좋아하고 사교적으로, 처음 만난 사람과도 곧 허물없이 지내는 성격.
- 나카지마 - 다카하시 카즈야

조경 사업을 영위. 한 달에 몇 번 타츠지에게 일을 돕게 하고 있다.
- 마츠모토 - 히노 쇼헤이

타츠오의 전 직장 선배. 옛 직장에서 발파 작업 중에 오른쪽 눈을 다쳤던 일이 있다. 일을 그만 둔 타츠오을 걱정하고 있으며, 다시 만난 그에게 직장에서 다시 함께 일하자고 설득한다.
- 오시로 카즈코 - 이사야마 히로코

치나츠와 타츠지의 어머니. 집의 가사 일이나 타츠지의  뒷바라지를 하고 있다. 항상 어둡고 지친 표정으로, 감옥에 들어간 적이 있는 타츠지가 데려 오는 사람은 변변한 녀석이 없다고 푸념해댄다.
- 오시로 타이지 - 타무라 타이지로

뇌경색을 일으켜 치료 후 집에서 요양하고 있다.  간신히 단어는 말할 수 있지만 대화를 할 수는 없다.

## 스태프
- 감독 : 오미보
- 원작 : 사토 야스시
- 각본 : 타카다 아키라
- 음악 : 타나카 타쿠토
- 제작 : 나가타 마모루
- 기획·제작 : 스가와라 카즈히로
- 이그제큐티브 프로듀서 : 마에다 코타카
- 프로듀서 : 호시노 히데키
- 어소시에이트 프로듀서 : 요시오카 히로키, 사지 유키히로
- 라인 프로듀서 : 노무라 쿠니히코
- 촬영  : 콘노 타츠토
- 조명 : 후지이 이사무
- 녹음 : 요시다 노리요시
- 미술 : 이노우에 신페이
- 편집 : 키무라 에츠코
- 조감독 : 야마구치 류지
- 조성 : 문화 예술 진흥 보조금
- 배급 : 도쿄 테아토르, 하코다테 시네마 아이리스
- 제작사 : 윌코
- 제작 : 〈그곳에서만 빛난다〉 제작위원회 (TC 엔터테인먼트, 스크럼 트라이, 하코다테 시네마 아이리스, TBS 서비스, 히카리 TV, 갬비트, TBS 라디오 & 커뮤니케이션즈, 우즈마사, WIND)

## 공개
2014년 4월 12일부터 하코다테 시네마 아이리스에서 선행 상영. 4월 19일부터 극장 신쥬쿠 휴먼 트러스트 시네마 유라쿠쵸 등 전국에서 공개를 시작했다. 니혼게이자이 신문의 영화평에서논 올해 최고의 걸작으로 5개의 별을 달았다.
해외 영화제에서는 2014년 8월에 제38회 몬트리올 국제 영화제 경쟁 부문에 출품 되었으며, 제87회 미국 아카데미상 외국어 영화상 부문에 일본 대표로 출품 되었다.

## 수상
- 제38회 몬트리올 국제 영화제 - 최우수 감독상 (오미보)
- 제22회 레인 댄스 영화제 - 최고의 국제상
- 제6회 TAMA 영화상
  - 최우수 여배우상 (이케와키 치즈루)
  - 최우수 신진 남자배우상 (스다 마사키)
- 제36회 요코하마 영화제
  - 베스트 10 1위 작품상
  - 남우주연상 (아야노 고)
  - 각본상 (타카다 아키라)
- 제88회 키네마 준보 베스트 텐 (2015년)
  - 일본 영화 베스트 텐 1위
  - 감독상 (오미보)
  - 각본상 (타카다 아키라)
  - 남우주연상 (아야노 고 《백설공주와 살인 사건》과 함께)
- 제38회 일본 아카데미상 우수 여우주연상 (이케와키 치즈루)
- 제29회 다카사키 영화제
  - 최우수 감독상 (오미보)
  - 최우수 남우주연상 (아야노 고)
  - 최우수 여우조연상 (이케와키 치즈루)
  - 최우수 남우조연상 (다카하시 카즈야, 스다 마사키)
- 제69회 마이니치 영화 콩쿠르
  - 일본 영화 우수상
  - 남우주연상 (아야노 고)
  - 여우조연상 (이케와키 치즈루)
  - 감독상 (오미보)
  - 제57회 블루리본상
  - 감독상 (오미보)
- 제10회 오사카 시네마 페스티벌
  - 작품상
  - 남우주연상 (아야노 고 《백설공주와 살인 사건》과 함께)
  - 여우주연상 (이케와키 치즈루)
  - 남우조연상 (스다 마사키 《해파리 공주》, 《사채꾼 우시지마 Part2》와 함께)
  - 감독상 (오미보)
  - 촬영상 (콘도 타츠토 《내 남자》와 함께)
- 2014년도 예술 선장 문부 과학 대신 신인상 영화 부문 (오미보)
- 제9회 아시안 필름 어워드
  - 최우수 여우조연상 (이케와키 치즈루)
- 제24회 일본 영화 비평가 대상
  - 감독상 (오미보)
  - 남우주연상 (아야노 고)
  - 여우 조연상 (이케와키 치즈루)
  - 남우 조연상 (스다 마사키)

## 관련 상품
- 그곳에서만 빛난다 오리지널 사운드 트랙 (DIAA)
- 홈 미디어 호화판 Blu-ray, 호화판 DVD 일반판 DVD의 세 가지 형태 (2014년 11월 14일 발매 TC 엔터테인먼트)